# نبرد دارا
نبرد دارا نبردی بود میان ایرانیان ساسانی و امپراتوری بیزانس در سال ۵۳۰ میلادی.
این نبرد یکی از نبردهای جنگ ایبری بود.
امپراتوری بیزانس از سال ۵۲۷ میلادی با ساسانیان در جنگ بود. علت این جنگ را کوشش قباد یکم برای زرتشتی کردن مردم ایبری فرض کرده‌اند.